# Rio Cocora (Ialomiţa)
O Rio Cocora é um rio da Romênia, afluente do Ialomiţa, localizado no distrito de Dâmboviţa.